# Sönke Sönksen
Sönke Sönksen, né le 2 mars 1938 à Meldorf (province du Schleswig-Holstein, État libre de Prusse) et mort le 15 novembre 2024, est un cavalier de saut d’obstacles,  ouest-allemand puis allemand, actif dans les années 1970.

## Carrière
Sönke Sönksen vient d'une famille d'agriculteurs. À 12 ans, il a pour entraîneur Otto Hinrichs.
En 1966, il entre dans l'écurie de Werner Stockmeyer, industriel de la viande. L'année précédente, Stockmeyer avait acheté Odysseus, le cheval de Sönke Sönksen, à son père. En 1967, il remporte le Grand Prix de Neumünster. Sönksen reste dans l'écurie de Werner Stockmeyer jusqu'à la mort de celui-ci et après sa reprise par Walter Rau à Versmold.
Après sa retraite de cavalier en 1992, il devient l'adjoint de Herbert Meyer, l'entraîneur de la sélection allemande puis entraîneur de cavaliers allemands et formateur. Après l'arrêt de sa carrière d'entraîneur, il devient arbitre pour des compétitions internationales.

## Source, notes et références
- (de) Cet article est partiellement ou en totalité issu de l’article de Wikipédia en allemand intitulé « Sönke Sönksen » (voir la liste des auteurs).

1. ↑  (de) « Trauer um Sönke Sönksen », sur Deutsche Reiterliche Vereinigung (consulté le 15 novembre 2024)